# 조사전
조사전(祖師殿)은 해당 사찰에서 존경받을 만한 승려를 영정과 위패를 봉안한 불교 건축물이다. 사찰에 따라 국사전, 국사당, 영각, 조사각 등으로도 부른다.

## 사진

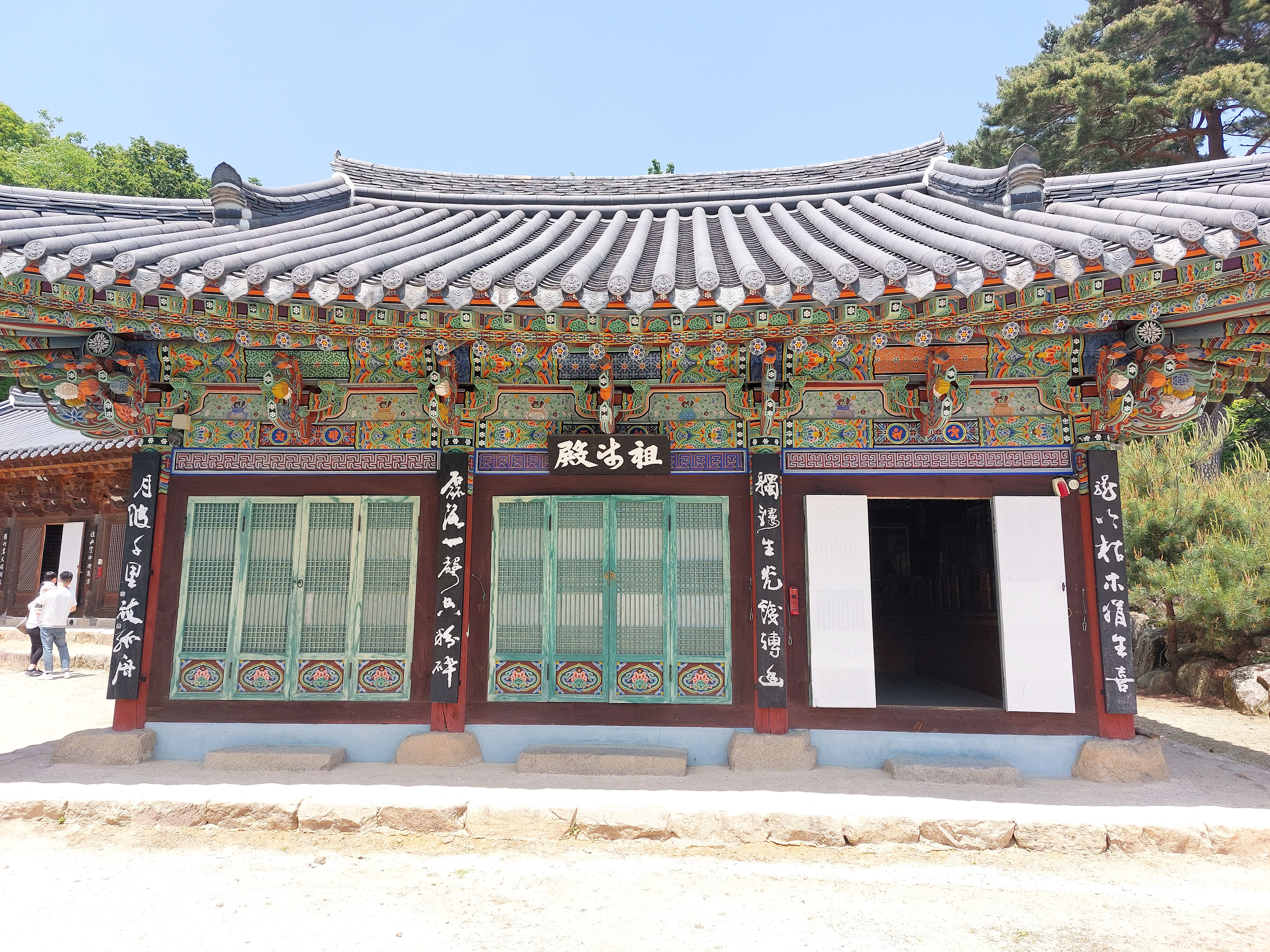
대구광역시 동화사 조사전
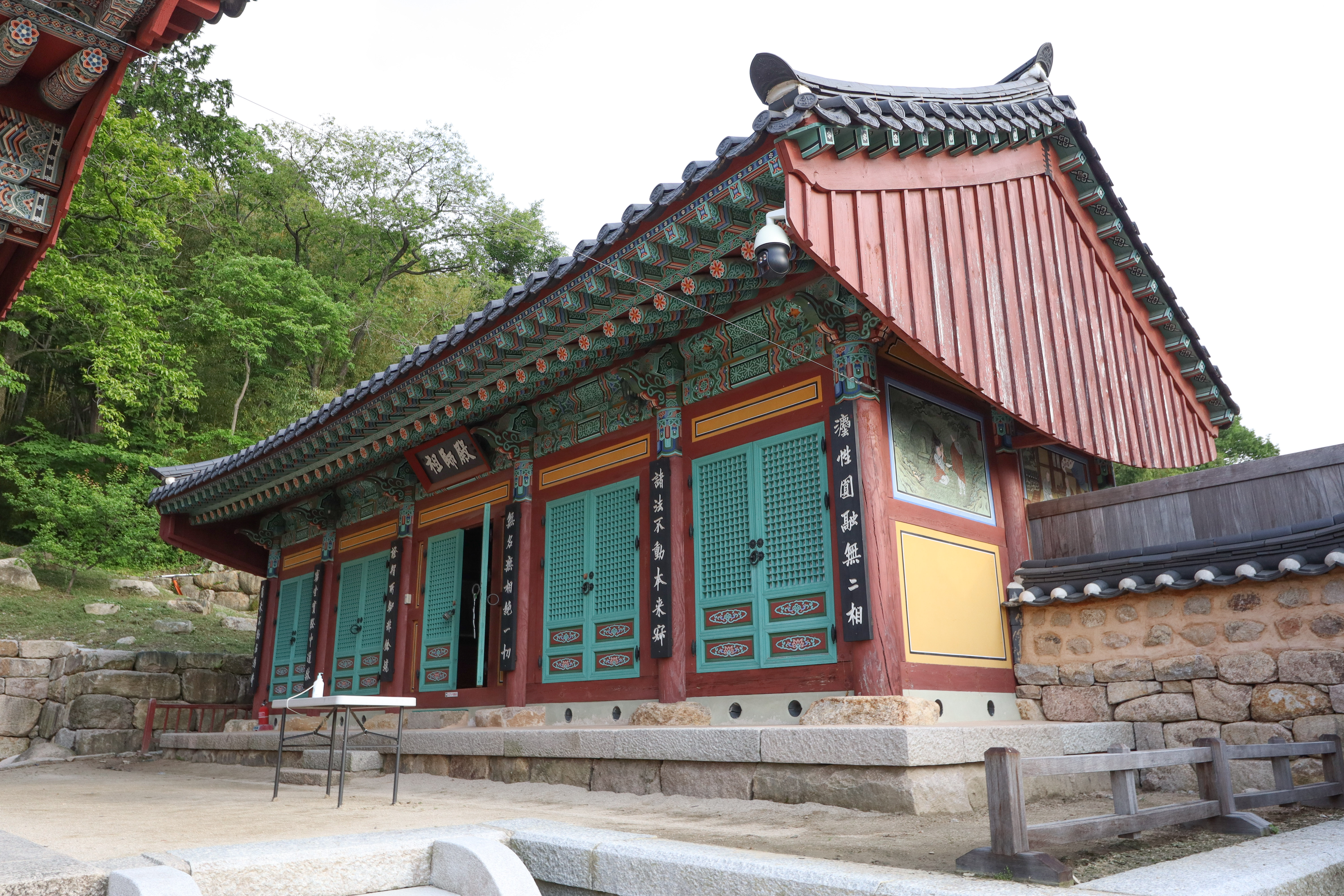
부산광역시 범어사 조사전
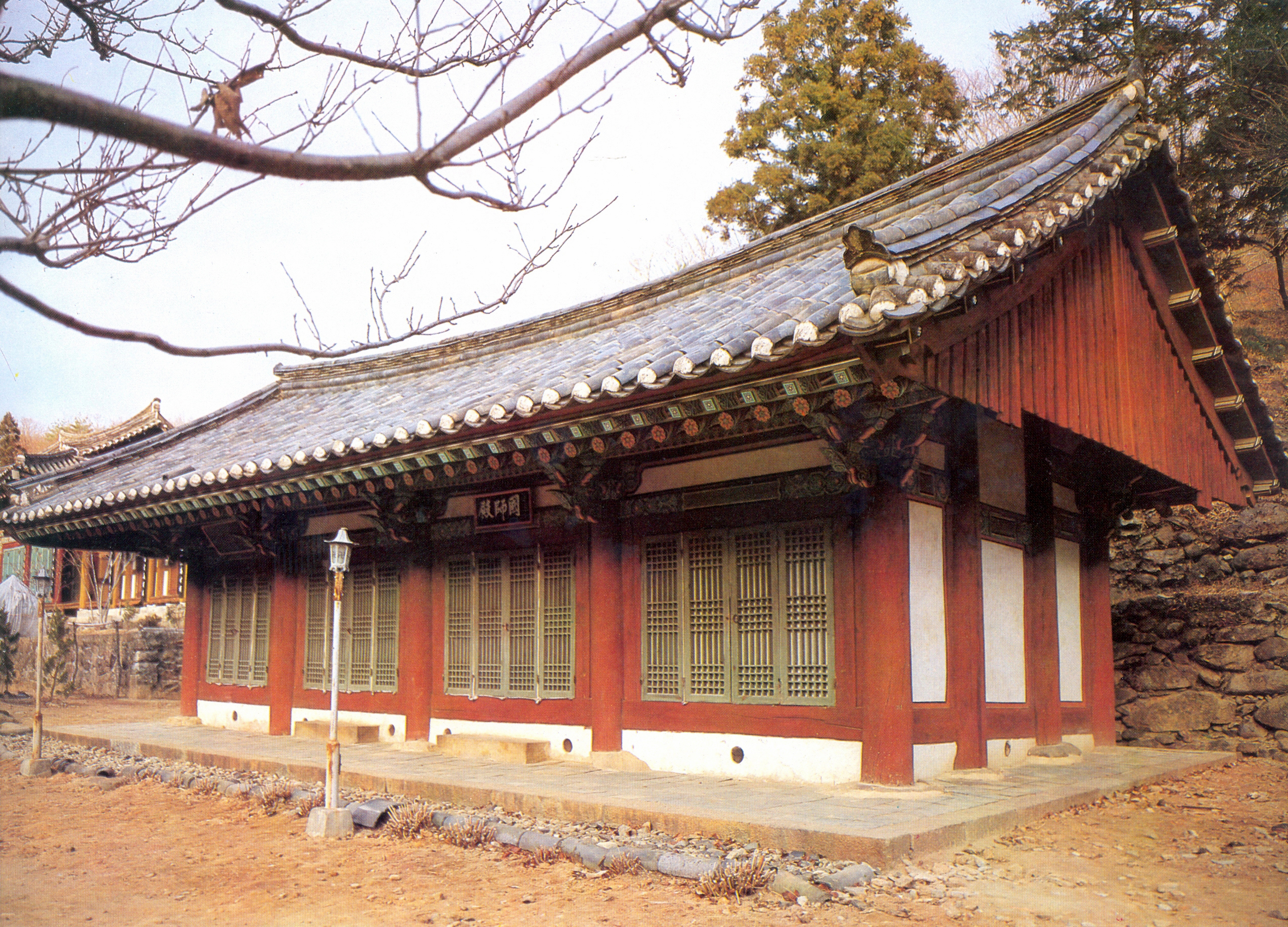
전라남도 순천시 송광사 국사전

## 같이 보기
- 제목에 "조사전" 항목을 포함한 모든 문서
- 제목에 "국사전" 항목을 포함한 모든 문서
- 제목에 "국사당" 항목을 포함한 모든 문서
- 제목에 "영각" 항목을 포함한 모든 문서
- 제목에 "조사각" 항목을 포함한 모든 문서